# 莫拉桑民族解放党
莫拉桑民族解放党（西班牙語：Partido Morazanista de Liberación Nacional，缩写为PMLN）是洪都拉斯的一個已不存在的左翼政黨，前稱洪都拉斯莫拉桑解放陣線，得名于洪都拉斯国父弗朗西斯科·莫拉桑。該黨由洪都拉斯改革党的部分党員脫黨建立，並逐漸成為一個帶有軍事背景的秘密政治組織。他們主要在洪都拉斯的鄰國尼加拉瓜流亡及設立基地，其高峰時約有300名從事戰鬥的成員。1992年，該黨與其它3個政黨合并为“民主統一”党。